# 傑森·科普
傑森·科普（Jason Cropper，1971年6月27日出生於美國加州奥克兰）是一位音樂家，同時也是威瑟樂團的創始成員之一。
科普原本是威瑟樂團的成員，並且參與了樂團於1992年2月14日的正式練習。他也在與Geffen唱片公司簽約前，錄製了樂團的前三張正式試聽帶（demo），
然而在1993年，就在錄製他們的第一張專輯《藍色專輯》（Weezer - The Blue Album）時，科普離開了樂團，由目前的吉他手布萊恩·貝爾（Brian Bell）替代了他的位置。科普當時被要求簽下言論禁止令（gag order），因此直到至今他仍然沒有公開談論過與離團有關的事情。之後科普在威瑟樂團的「My Name is Jonas」一曲中被列名為共同作曲者。
在離開威瑟樂團後，科普依然與樂團的其他成員保持好朋友的關係。科普並在2006年參加了主唱瑞弗斯·柯摩的婚禮。

## 外部連結
- 傑森·科普的MySpace主頁
- Punk named Josh 音樂錄影帶
- Yahoo 上的 Punk named Josh 音樂錄影帶[永久]